# Чортківський деканат РКЦ
Чортківський деканат РКЦ — одна із 12-ти територіальних субодиниць Львівської архідієцезії Римо-католицької церкви в Україні із центром у м. Чортків. Деканат утворено 1994 року Деканом з 2010-го  року є ксьондз Мар'ян Попеляр. Головний храм — костел святого Станіслава (м. Чортків).

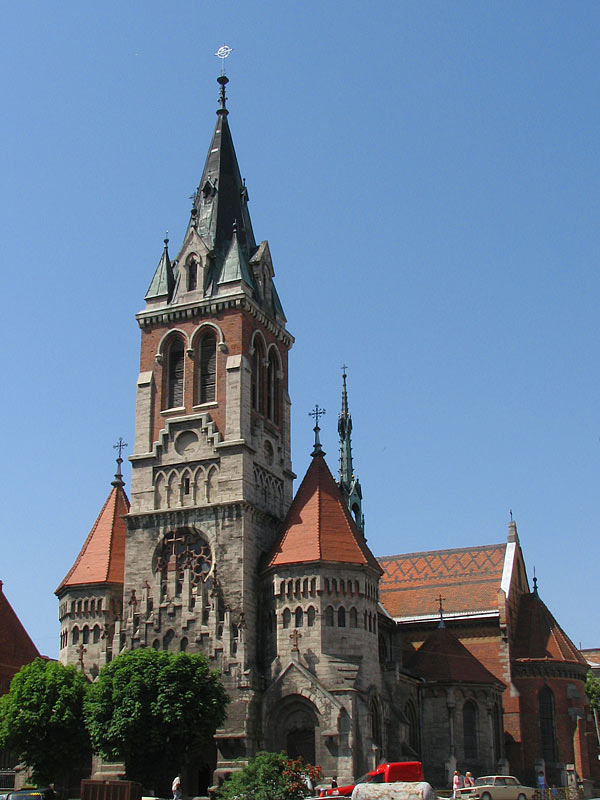

Включає парафії на території Бучацького, Чортківського адміністративних районів Тернопільської області.

## Історія
Станом на 1939 рік Чортківський деканат включав 21 парафію у Тернопільському воєводстві.

## Парафії
- Баворів
- Бережанка (Чортківський район)
- Білобожниця
- Білий Потік (село)
- Борщів
- Бучач
- Буданів
- Бурдяківці
- Хом'яківка (Тисменицький район)
- Хоростків
- Чабарівка
- Чортків
- Цигани (село)
- Глибочок (Чортківський район)
- Великий Говилів
- Гусятин
- Яблунів (смт)
- Ягільниця
- Язлівець
- Озеряни (Борщівський район)
- Коцюбинці
- Копичинці
- Копичинці-В'язнця
- Коропець
- Лисівці
- Лосяч
- Лошнів
- Збручанське
- Окопи (Борщівський район)
- Вільхівчик (Гусятинський район)
- Старі Петликівці
- Пилатківці
- Порохова
- Золотий Потік
- Пробіжна
- Переходи
- Рожанівка
- Ридодуби
- Семаківці (Чортківський район)
- Скала-Подільська
- Скоморохи (Бучацький район)
- Шманьківці
- Шидлівці
- Шипівці
- Товсте (смт)
- Теребовля
- Трибухівці (Бучацький район)
- Устя-Зелене
- верхняківці
- Залісся
- Заліщики

## Санктуарії
- Санктуарій Матері Божої Святого Розарія
- Санктуарій Блаженної Марцеліни Даровської